# Победители Якутского международного кинофестиваля
Ниже представлены фильмы, ставшие призёрами Якутского международного кинофестиваля с 2013 по 2017 год и в 2020 году.

## 2013

### Основной конкурс
- Лучший полнометражный фильм — «Булаг. Святой источник», реж. Солбон Лыгденов, Россия[1]
- Лучший полнометражный фильм — «Блаженны нищие духом», реж. Анита Дорон, Канада[2]
- Лучшая режиссерская работа в  полнометражном кино — Анита Дорон, «Блаженны нищие духом», Канада
- Приз «Новые горизонты в якутском кино» — «Суол/Дорога», реж. Михаил Лукачевский, Россия
- Специальный приз жюри «Полнометражное кино» — «Лыах / Мотылек», реж. Вячеслав Семенов, Россия
- Специальный приз жюри «Короткометражное кино» — «Дойду», реж. Сергей Потапов, Россия

#### Лучший короткометражный фильм
- Золотые снежные очки — «Коси, коса», реж. Эдвард Хомус, Россия
- Серебряные снежные очки — «Hverfa/ Disappear», реж. Хеймир Фрейр Хлодверссон, Исландия

### Специальный приз критиков (полный метр)
- Серебряные снежные очки — «Булаг. Святой источник», реж. Солбон Лыгденов, Россия

### Специальный приз критиков (короткий метр)
- Серебряные снежные очки — «День десантника», реж. Анджей Петрас, Россия
- Специальные упоминания от жюри критиков «За яркое воплощение конфликтных столкновений культур» — «Блаженны нищие духом», Канада
- Специальные упоминания от жюри критиков «За смелость замысла и художественного своеобразия» — «Суол / Дорога», Россия
- Специальные упоминания от жюри критиков «За отражение вечных ценностей в творческих исканиях» — «Дойду», Россия

#### Награда «За вклад в развитие якутского кинематографа»
- Золотые снежные очки — Никита Аржаков, кинорежиссер

## 2014

### Основной конкурс
- Лучший фильм — «Уванга», реж. Мари-Элен Косино, Мадлен Ивалу, Канада[3]
- Лучшая режиссерская работа — Матти Ийас, «То, что мы делаем ради любви», Финляндия
- Специальный приз жюри «За эксцентричный взгляд на житейский абсурд» — «Кекконен», реж. Марья Пикко, Финляндия
- Специальный приз жюри «За пристальный взгляд на природу и человека Арктики» — «Белый ягель», реж. Владимир Тумаев
- Специальный приз жюри «За метафорический взгляд на отношения между людьми» — «Белый день» (якут. Үрүҥ күн), реж. Михаил Лукачевский[4]

### Специальные призы
- Приз зрительских симпатий в номинации «Лучший якутский фильм» — «Кэскил 3», творческое объединение «DetSat»
- Приз зрительских симпатий в номинации «Лучшая женская роль в якутском кино» — Ильяна Павлова, «Айыы уола»
- Приз зрительских симпатий в номинации «Лучшая мужская роль в якутском кино» — Михаил Борисов, «Кэскил 3»
- Приз зрительских симпатий в номинации «Лучшая мужская роль в якутском кино» — Клим Федоров, «Давлят 3»
- Приз имени оператора Иннокентия Аммосова — Дмитрий Кувшинов, «Белый ягель»
- Приз за вклад в развитие якутского кинематографа — Иннокентий Аммосов, оператор, лауреат Государственной премии им. Платона Ойунского, почетный кинематографист России
- Диплом внеконкурсной программы «Тюркский мир» — «Курманжан Датка», Кыргызстан
- Диплом внеконкурсной программы «Тюркский мир» — «На счет «ноль» (тур. Sifir Dedigimde), Турция
- Диплом внеконкурсной программы «Cевер встречает юг» — Вайнон (Пустота)
- Сертификат за участие в основном конкурсе — «Стрелок», Аннет К. Олсен, Дания
- Сертификат за участие в основном конкурсе — «Посланник небес» (якут. Айыы уола), реж. Эдуард Новиков, Россия
- Специальный приз якутского Киноклуба «За самый резонансный фильм 2013 года»: «Крик чайки» (якут. Хопто хаhыыта), реж. Аркадий Новиков

## 2015

### Конкурс арктического кино
- Лучший фильм — «Райские Кущи», реж. А. Прошкин, Россия
- Лучшая работа режиссера — Алексей Федорченко, «Ангелы Революции», Россия
- Приз жюри «За строгое и поэтическое осмысление конфликта цивилизаций» — «Чамо», реж. А. Лапсуй, М. Леумускаллио, Финляндия
- Приз жюри «За честный рассказ о поисках себя в современном мире» — «Атын олох» / «Другая жизнь», реж. С. Бурнашев, Россия
- Приз жюри «За смелый арктический дебют в полнометражном кино» — Филипп Абрютин, «Трагедия в бухте Роджерс», Россия

### Конкурс тюрко-монгольского кино
- Лучший фильм — «Дьеhегей Айыы» / «Бог Дьесегей», реж. С. Потапов, Россия
- Лучшая работа режиссера — Баир Дышенов / «Степные игры», Россия
- Приз жюри «За лучшую женскую роль» — Бадема / «Норжимаа», Китай
- Приз жюри «За лучший актерский дебют» — Анвар Осмоналиев / «Асман Алдында» / «Под небесами», Кыргызстан
- Приз жюри «За органичную цельность актерского ансамбля» — «Курбан — роман. История с жертвой» / реж. С. Юзеев / Россия
- Приз жюри «За режиссерский дебют» — «Курке»/ «Шалаш» / реж. К. Шайкаков / Казахстан
- Приз жюри «За первый калмыцкий фильм, открывающий миру новую кинематографическую территорию» — «Чайки» / реж. Э. Манжеева / Россия

### Приз зрительских симпатий среди якутских фильмов
- Лучший фильм — «#Таптал», реж. Роман Дорофеев[5]
- Лучшая мужская роль — Валентин Макаров, «#Таптал»
- Лучшая женская роль — Вика Курлова, «Государственные дети»
- Награда «За вклад в развитие якутского кинематографа» — Николай Сантаев, кинодокументалист, оператор

## 2016

### Основной конкурс
- Лучший фильм — «Мой убийца» (якут. Сайсары куелгэ), реж. Костас Марсан, Россия[6]
- Лучшая работа режиссера — Сиро Герра, «Объятия змея», Колумбия
- Специальный приз жюри за лучшую операторскую работу — Михаил Хасая, «Холодный фронт», Россия
- Специальный приз жюри многообещающему таланту — Прокопий Бурцев, «Феррум», Россия

### Конкурс документального кино
- Лучший фильм — «24 снега», реж. Михаил Барынин, Россия[7]
- Лучшая работа режиссера — Катье Гаурилофф, «Волшебный лес Кайсы»
- Специальный приз жюри «За блестящее визуальное решение фильмов «24 снега» и «Холодный рубеж» — Юрий Бережнев
- Специальный приз жюри «За новый взгляд на традиции» — Анастасия Зверькова, «Шэнэхэнская царица»

### Приз зрительских симпатий среди якутских фильмов
- Лучший якутский фильм — «Заблудившиеся» (якут. Муммуттар), Россия[8]
- Лучшая женская роль — Галина Тихонова, «Мой убийца» (якут. Сайсары куелгэ), Россия
- Лучшая мужская роль — Илья Портнягин, «Заблудившиеся» (якут. Муммуттар), Россия
- Приз имени оператора Иннокентия Аммосова — Юрий Бережнев, Семен Аманатов, Михаил Кардашевский, «24 снега», Россия
- Награда за вклад в развитие якутского кинематографа — кинокритик Сергей Анашкин
- Приз NETPAC «За сохранение традиций» — Б. Жаргалсайхан, «Содура», Монголия

## 2017

### Основной конкурс
- Лучший фильм — «Костер на ветру», реж. Дмитрий Давыдов, Россия
- Лучшая работа режиссера — Аманда Кернелл, «Саамская кровь» (швед. Sameblod), Финляндия
- Специальный приз жюри за лучшую актерскую работу —  Рю Сын Бом, «Сеть», Южная Корея
- Специальный приз жюри за работу режиссера — Борис Хлебников, «Аритмия», Россия

### Конкурс документального кино
- Лучший фильм — «Огонь» / реж. Надежда Захарова, Россия
- Специальный дипломом жюри «За объемное этнографическое описание жизни кочевых народов Севера» — «Хранители тундры», реж. Сардана Барабанова и Диана Худаева, Россия
- Специальный приз жюри «За блестящее исполнение роли французского режиссера, перевоплотившего датского принца в его китайского двойника» — Даниэль Месгиш, «Гамлет и Даниель: театральное приключение в Шанхае», Франция

### Приз зрительских симпатий среди якутских фильмов
- Лучший фильм — «Кэрэл: невидимая красота», реж. Илья Портнягин и Валентин Макаров[9]
- Лучшая женская роль — Айталина Лавернова, «Кэрэл: невидимая красота», реж. Илья Портнягин и Валентин Макаров
- Лучшая мужская роль — Валентин Макаров, «Кэрэл: невидимая красота», реж. Илья Портнягин и Валентин Макаров
- Награда «За вклад в развитие якутского кинематографа» — Алексей Романов, кинорежиссер, председатель Союза кинематографистов РС (Я)

## 2020
Жюри основного конкурса
- Борис Хлебников, председатель жюри
- Эдуард Новиков
- Элла Манжеева

Жюри конкурса документального кино
- Ник Холдсворт, председатель жюри
- Симона Бауманн
- Максим Арбугаев

### Основной конкурс
- Лучший фильм — «Бой Атбая», реж. Адильхан Ержанов, Казахстан[11]
- Лучшая работа режиссёра — Дмитрий Давыдов, «Нет бога кроме меня» (якут. Ийэкээм), Россия[12]

#### Специальный приз жюри
- За лучшую женскую роль — Зорица Нюшева, «Бог существует, её имя – Петруния», реж. Теона Стругар Митевска, Македония, Бельгия, Франция, Хорватия, Словения[13]
- За ритм и цвет, как описание пульсирующей жизни — «Белый, белый день» (Hvítur, hvítur dagur), реж. Хлинюр Паульмасон, Исландия, Дания, Швеция

### Конкурс документального кино
- Лучший фильм — «Книга моря», реж. Алексей Вахрушев, Россия
- Лучшая работа режиссёра — Тонислав Христов, «Магическая жизнь V», Финляндия, Дания, Болгария

#### Специальное упоминание
- За смелость подхода и предельную гибкость развития повествования —  «Мужчина и его семья – приключение в Гренландии», реж. Микаэль Страндберг, Ульрика Ранг, Швеция, Гренландия
- За чарующие медитативные зарисовки из жизни современной кочевой семьи на Крайнем Севере — «Хозяин оленей», реж. Ксения Елян, Россия, Эстония

### Приз зрительских симпатий среди якутских фильмов
- Лучший якутский фильм — «Надо мною солнце не садится» (якут. Мин үрдүбэр күн хаһан да киирбэт), реж. Любовь Борисова[14]
- Лучшая женская роль в якутском фильме — Ньургуйаана Шадрина, «Поспешивший» (якут. Тиэтэйбит), реж. Роман Дорофеев[15]
- Лучшая мужская роль в якутском фильме — Степан Петров, «Надо мною солнце не садится» (якут. Мин үрдүбэр күн хаһан да киирбэт), реж. Любовь Борисова
- Награда за вклад в развитие якутского кинематографа — Федотов Спартак Петрович, артист театра и кино, заслуженный артист ЯАССР, народный артист Республики Саха (Якутия), почетный гражданин Немюгюнского наслега и Хангаласского улуса